# Ralph Truman
Ralph du Vergier Truman (* 7. Mai 1900 in London; † 15. Oktober 1977 in Ipswich, Suffolk) war ein britischer Schauspieler.

## Leben und Karriere
Zwischen 1931 und 1972 war Truman in fast 100 Kinofilmen zu sehen. Nachdem er zunächst vor allem in B-Filmen gespielt hatte, konnte er sich insbesondere während der 1940er- und 1950er-Jahre als verlässlicher Nebendarsteller im britischen Kino etablieren. Er spielte unter anderem die Rolle des zwielichtigen Monks in David Leans Literaturverfilmung Oliver Twist (1948), den durchtriebenen Piraten George Merry im Disney-Abenteuerfilm Die Schatzinsel (1950) nach dem gleichnamigen Roman von Robert Louis Stevenson, sowie einen Londoner Polizeikommissar im Hitchcock-Filmklassiker Der Mann, der zuviel wusste (1956). Truman trat auch in mehreren Monumentalfilmen auf, beispielsweise als Tigellinus in Quo vadis? (1951) sowie als König Ferdinand in El Cid (1961). Im Jahre 1959 spielte er auch in Ben Hur, hier übernahm Truman aber nur eine kleine Rolle als Begleiter von Kaiser Tiberius.
Daneben war Truman seit Mitte der 1920er-Jahre als vielbeschäftigter Sprecher in Radio-Hörspielen bekannt. Nach eigenen Angaben wirkte er an über 5000 Aufzeichnungen mit. Im Radio übernahm er auch Hauptrollen, was ihm im Kino fast immer verwehrt blieb. Daneben trat Truman ab den 1950er-Jahren in mehreren britischen Fernsehserien auf, seine letzte Rolle hatte er 1975 in einer Episode von Churchill's People. Ralph Truman verstarb zwei Jahre später im Alter von 77 Jahren. Er war mit seiner Schauspielkollegin  Ellis Powell (1905–1963) verheiratet.

## Filmografie (Auswahl)
- 1931: City of Song
- 1931: The Bells
- 1937: Feuer über England (Fire Over England)
- 1937: Secret Lives
- 1937: Unter der roten Robe (Under the Red Robe)
- 1937: Silver Blaze
- 1937: ...heute Abend – Hotel Ritz (Dinner at the Ritz)
- 1938: Gefahr am Doro-Paß (The Drum)
- 1944: Heinrich V. (Henry V)
- 1946: Ungeduld des Herzens (Beware of Pity)
- 1947: Ihr letzter Tanz (Woman to Woman)
- 1947: Piratenliebe (The Man Within)
- 1947: Das Schmugglerschiff (Dusty Bates)
- 1948: Oliver Twist
- 1949: Goldgräber (Eureka Stockade)
- 1949: Columbus (Christopher Columbus)
- 1949: Das Ende einer Reise (The Interrupted Journey)
- 1950: Die Schatzinsel (Treasure Island)
- 1951: Quo vadis? (Quo Vadis)
- 1952: Die goldene Karosse (Le Carrosse d’or)
- 1953: Malta Story
- 1953: Der Freibeuter (The Master of Ballantrae)
- 1953: Die Ritter der Tafelrunde (Knights of the Round Table)
- 1954: Beau Brummell
- 1955: Sie waren 13 (The Night My Number Came Up)
- 1956: Das schwarze Zelt (The Black Tent)
- 1956: Der Mann, der zuviel wusste (The Man Who Knew Too Much)
- 1956: Keiner ging an ihr vorbei (Wicked As They Come)
- 1956: Der lange Arm (The Long Arm)
- 1957: Yangtse-Zwischenfall (Yangtse Incident)
- 1958: Schwurgericht der Toten (The Spaniard’s Curse)
- 1959: Hinter diesen Mauern (Beyond This Place)
- 1959: Ben Hur
- 1960: Unter zehn Flaggen (Under Ten Flags)
- 1960: Exodus
- 1961: Geheimauftrag für John Drake (Danger Man, Fernsehserie, 1 Folge)
- 1961: El Cid
- 1971: Nikolaus und Alexandra (Nicholas and Alexandra)
- 1971: Jason King (Fernsehserie, 1 Folge)
- 1972: Die große Liebe der Lady Caroline (Lady Caroline Lamb)
- 1975: Churchill’s People (Fernsehserie, 1 Folge)